# Infern - Cant Trenta-dosè
El cant trenta-dosè de l'Infern de Dante Alighieri té lloc a la primera i la segona zones del novè cercle, en el  gel de Cocit, on són castigats els traïdors als parents (Caïna) aqui hi ha diversos condemnats descrits per Camicione dels Pazzi i després a l'Antenora trobarem els traïdors a la pàtria i al partit o traïdors polítics, entre ells un traïdor al partit güelf que va ser famós, Bocca dels Abati al qual s'atribueix la derrota de Montaperti contra els gibelins sienesos, que va tenir lloc abans de néixer Dante. A més ja se'ns anticipa el següent cant amb la visió del Comte Ugolino i l'arquebisbe Ruggieri. Som a la tarda del 9 d'abril del 1300 (dissabte sant), o segons altres comentaristes del 26 de març del 1300.

## Descripció del novè cercle de l'Infern
Si bé Dante no descriu el Cocit, Sermonti en el seu llibre ho intenta, "el Cocit és un cercle distribuït en cercles concèntrics cada cop menors com la diana d'un camp de tir, aquests cercles, són quatre: El més extern on ens trobem al començament del cant és la Caïna i acull als que han estat traïdors als parents, o qui ha matat parents a traïció (el nom és clar). El segon cercle, és l'Antenora, d'Antènor príncep troià i fundador de Pàdua al qual els comentaristes de l'Eneida i els escriptors medievals li imputaven la traïció d'haver obert la portella del cavall de Troia; en aquest indret es troben les ànimes dels traïdors polítics. Dels altres dos cercles la Tolomea (traïdors als hostes) i la Giudecca (traïdors dels benefactors), se'n parlarà en els cants següents.

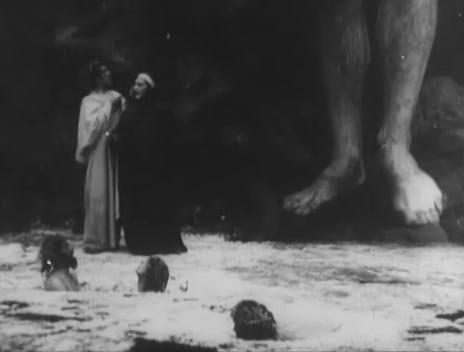
La Caina, versió cinematogràfica de L'Inferno.

En principi, la jerarquia de la traïció, reprodueix invertit l'"ordo charitatis” (ordre d'amor), és a dir la jerarquia de l'amor ratificada per l'enciclopedisme teològic de Tomàs d'Aquino.
Tomàs assumeix, que el precepte d'estimar el pròxim contempla una escala de prioritats, segons la qual, com més alt és l'objecte de l'amor, com més incondicional i lliure és l'amor que s'hi aporta (és a dir, qualitativament més a prop de l'amor a Déu), com més amor donem, més se'ns recompensa.
Des d'aquest punt de vista, els màxims objectes de l'amor serien els “benefactors”, que prodiguen la caritat sense esperar-ne cap contrapartida; en segon lloc hi hauria els “hostes” (en llatí “hospes” anomena tant al que hostatja com a la persona que és hostatjada); en l'hospitalitat es consagra la reciprocitat de l'amistat, donen electivament amor però a canvi d'amor; en tercer lloc els “conciutadans” i tots aquells que comparteixen amb nosaltres vincles socials o polítics, en virtut de la necessitat de la convivència civil (“pàtria”); els darrers serien els consanguinis, els “parents”, crida l'atenció que per Tomàs els darrers siguin els parents, i és perquè segons ell, l'amor entre parents, és absolutament natural, per tant no té cap mèrit extraordinari.
És evident la mecànica del contrapàs: el gel absolut, que junt amb el foc absolut neguen la vida orgànica, tots dos constitueixen l'instrument de mort eterna més acreditat de la publicística devocional cristiana. Sembla just doncs, que els traïdors durs i gelats davant la caritat, d'acord amb la inflexible caritat de Déu es trobin aquí baix endurits perpètuament en el gel. Cristal·litzats. Mineralitzats".

## Anàlisi del cant

### Invocació de Dante: versos 1-15
El cant comença amb els famosos tercets en què Dante invoca a les Muses per trobar rimes “aspres i ronques”, és a dir suficientment aspres i ronques com per adaptar-se a la trista degradació de la zona més baixa de l'Infern, el novè cercle on són castigats els traïdors, aquells que, segons el que es llegeix al cant XI (vv. 61- 66), són els que han violat el pacte: “d'on naix una especial fidelitat”, és a dir, la que hi ha entre persones inclinades a confiar entre elles pels vincles especials de parentiu, de deure cívic, d'hospitalitat o de benevolència. Dante, per tant i per parlar del novè cercle, buscava, un efecte retòric-lingüístic que fos l'extrem oposat a la dolçor (com el dolç “stil novo”), es troba: “al negre pou (de l'Infern) / sobre el qual hi ha totes les altres roques (“pontan”: es repengen)”.
Una interpretació diu, que es podria entendre com que: totes les roques dels vicis i dels pecats, es basen i apunten a Llucifer, que està en el trist forat del centre de la terra, i així es parla del continent pel contingut. És important que sobre Llucifer apuntin els vicis i els pecats, que en ell han tingut el principi, i a més va ser el primer que va sembrar el frau al món; i ho feu contra Déu; frau per tant que no pot ser més gran.
Aquí doncs el poeta no troba paraules adequades per descriure el que veu (Dante utilitza el verb "esprémer" completament el "suc" del seu pensament): “espremeria el suc dels meus conceptes”. Al Dante-escriptor se li presenta el temor de no estar a l'altura: “no és empresa per prendre a la lleugera / descriure el fons de l'univers sencer,” (el punt més baix del cosmos segons la concepció ptolemaica geocèntrica, és entès com el punt més llunyà de Déu), ni és cosa apta per una llengua que “diu mamà o papà”. El que entenia Dante per la llengua de “mamà o papà”, no és clar, i és objecte de controvèrsia: l'explicació més senzilla és que es refereixi a la llengua infantil, però: Perquè Dante hagués tingut necessitat d'utilitzar una llengua de nens ara? Altrament es podria entendre aquesta llengua com l'italià en general, encara si així semblava un poc degradant cap a la llengua vulgar (volgare), que Dante precisament amb la seva Comèdia es proposava de fer més digna; ajuntant les dues hipòtesis es pot entendre l'expressió com indicadora d'una llengua instintiva, en contraposició del llenguatge controlat i rebuscat de l'art literari. Podria ser útil aquí la cita del "De Vulgari Eloquentia" on Dante condemna “mamà” i “papà” com termes puerils inadequats per a l'estil elevat, potser per entendre'l com l'estil pertinent a això que el poeta s'està preparant per descriure.
Una altra interpretació podria ser: la dificultat i l'entrebanc que suposa tractar l'assumpte dels traïdors per la magnitud de l'ofensa i pel lloc on se'ls castiga, de manera que, per acordar el cant a la matèria tractada, es necessitarien rimes més dures i tons més estridents.
Després segueix una invocació a aquelles dones: “les dames que […] ajudaren Amfió a emmurallar Tebes” (vv. 10-11), és a dir les Muses que donaren la capacitat al poeta grec d'atreure les pedres que amb la bellesa del seu cant van baixar espontàniament del Mont Citerone i van formar els murs de Tebes (en aquest sentit “chiudere”, tancar és utilitzat en el sentit de “recintare”, emmurallar). Tot això a fi que l'experiència viscuda i l'escrita no siguin divergents: “que els meus mots no s'allunyen dels fets”.
Tot acaba amb un discurs violent d'un tercet contra els condemnats d'aquests: "llocs de què és tan dur parlar” (difícils de descriure), “més us valdria ser cabres o ovelles!”, hauria estat millor si haguessin nascut animals, perquè ara no estarien condemnats aquí.

### La Caïna: Els traïdors als parents – vv. 16- 51
La narració poètica reprèn aleshores al llac gelat del Cocit, on els dos pelegrins han estat col·locats amb l'ajut d'Anteu, i Dante especifica com, mirant cap a l'elevada paret rocosa que acaben de baixar, es troben ara més baixos que els peus dels gegants. De forma sobtada, s'aixeca una veu quasi fantasmal, provinent d'un pecador no identificat:
“algú em digué: «Mira per on camines:
passa per on no petges amb els peus
els caps d'aquests germans tan miserables.»"
(Infern XXXII. vv. 19-21)

Dante es gira, però la seva atenció és immediatament captada, no pel que parla (potser les dues ànimes enganxades descrites poc després), sinó pel llac gelat que s'adona que té sota els peus, més semblant al vidre que a l'aigua: “Un vel tan gros no cobreix el corrent del Danubi, quan és hivern a l'Àustria,” (és de notar com Dante utilitza germanismes: Danoia i Osterlicchi), “ni del riu Don (aquí Tanai nom llatinitzat) sota un cel tan fred”; a més sobre aquesta crosta infernal hi hauria pogut caure “el mont Tambernic” (avui conegut amb el nom de Mont Tambura) o el mont “Pietrapuana” (avui mont Pania) que són dues muntanyes dels Alps Apuans (situats al nord de la Toscana), “ni a la vora del glaç faria un cric” (no haguessin fet grinyolar ni la bora del glaç on el gel generalment és més fi).
Igual que les granotes que es mantenen raucant: “amb el musell fora de l'aigua” a l'estiu: “mentre la pagesa somia que espigola,”, així estaven els condemnats, lívids fins al rostre (indicat amb una perífrasi com el lloc on apareix la vermellor de la vergonya), “petant de dents igual que una cigonya (fa amb el bec en l'estació de l'aparellament).”. Aquests condemnats tenen tots la cara girada cap avall i el seu dolor per aquest fred és evidenciat pel petar de dents, i pels ulls que llagrimegen (símbol de “la tristesa del seu cor”).
Després d'una ullada exploratòria, Dante mira els dos pecadors que estan  propers als seus peus, tan enganxats que tenen els cabells embolicats entre si. Dante els pregunta qui són, però ells, macabres carcasses humanes, només aconsegueixen doblegar cap dalt els colls i fer regalimar avall des dels ulls molls algunes llàgrimes fins als llavis, abans que el flux es congeli: “tornant a tancar-los congelant les llàgrimes.”. Després com taulons de fusta enganxats per una dura barra de ferro (possiblement hauríem de pensar en una bóta de vi), els seus caps començaren a colpejar-se l'un a l'altre de la ira que els va agafar: la imatge no és claríssima, no és clar si es colpegen perquè s'havien allunyat l'un de l'altre per l'odi recíproc o per efecte de la desesperació de les llàgrimes congelades o per la voluntat divina que els castiga per haver alçat el cap infringint la seva condemna. En qualsevol cas, aquesta acció brutal, la primera del llac del Cocit, deixa clar el clima de silenciosa desolació i extrema degradació del lloc.
Tanmateix, com també s'aclarirà a la Tolomea, el fet de tenir el cap abaixat és un avantatge per aquests condemnats, que almenys poden fer escapar el plany (les llàgrimes), mentre que els condemnats amb el cap mirant amunt les llàgrimes es congelen en els ulls fent refluir el dolor cap al seu interior.

### Camicione dels Pazzi – vv. 52-69
Un condemnat pren llavors la paraula, tot i que està mirant cap avall. Ell, apunt macabre: “havia perdut ja les orelles / pel fred,” i probablement està observant Dante reflectit en el gel: “Per què ens mires tan fixament? / Si vols saber qui van ser aquests dos, la vall per on s'inclina el riu Bisenzo / era d'Alberto, el pare, i després seua.”.
Van sortir d'un mateix cos (és a dir, naixeren de la mateixa mare) i per molt que busquis en la Caïna no trobaràs: “ombra / més digna d'immergir-se en gelatina (en el gel, en sentit irònic);” : “ni aquell a qui li va trencar el pit / i l'ombra el rei Artús d'un colp de llança; (Mordred)”, ni el Focaccia (Vanni dels Cancellieri); ni aquest que amb el seu cap em cobreix la vista i s'anomena Sassol Mascheroni, després de tot si tu ets toscà sabràs bé qui va ser. I a més i perquè tu no segueixis turmentant-nos amb altres preguntes (notar el to irritat), sàpigues que jo sóc Camicione dels Pazzi i que només espero en Carlino que m'exculpi (“m'alleuge”) amb la seva culpa molt més greu que la meva (Paràfrasi vv. 54-69).

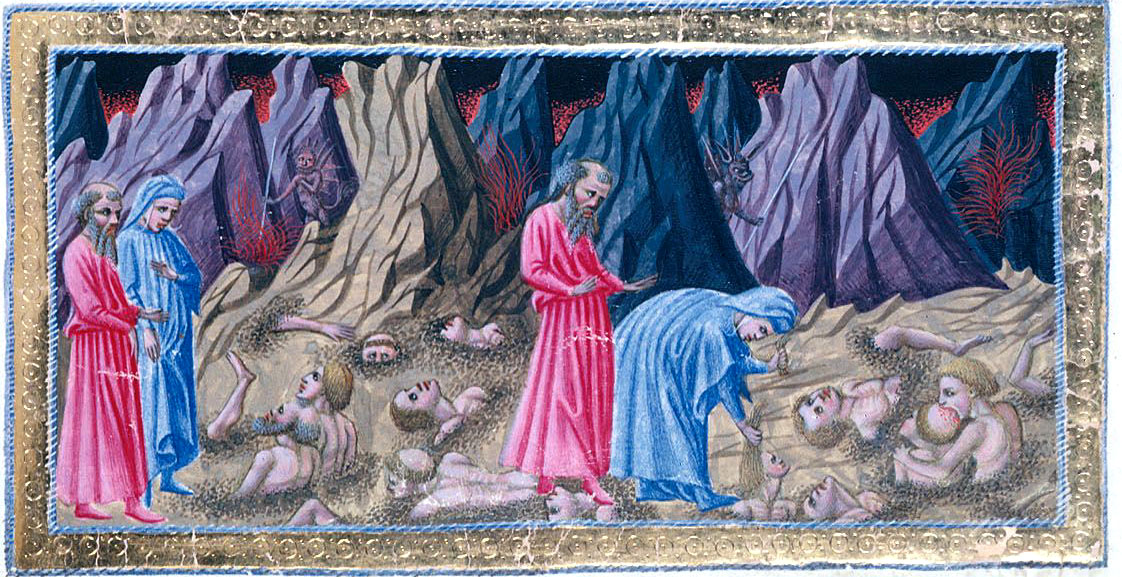
El cant XXXII de l'Infern vist per Priamo della Quercia. Segle XV.

En aquest llarg monòleg Camicione, exponent de la família dels Pazzi de Valdarno, que va matar a traïció el seu parent Ubertino dels Pazzi, indica primer que res, que aquesta zona del llac gelat s'anomena “Caïna”. El nom deriva de Caín, exemple primari i bíblic de traïció als familiars o als parents en general. Primer Camicione, ha descrit els dos condemnats enganxats als peus de Dante com a fills del comte Alberto dels Alberti, Comte de Vernio i Mangona, propietaris de la fortalesa de Cerbaia a la Val Bisenzio: són Napoleó i Alessandro Alberti, assassinats mútuament entre 1282 i 1286 per qüestions polítiques i d'interessos. A diferència de les mitològiques Etèocles i Polinices, la flama dels quals es bifurcava per l'odi, inclús durant la pira que cremava els seus cadàvers (citat per Dante en el cant XXVI de l'Infern, v. 54), aquests al contrari estan condemnats a estar units l'un a l'altre durant tota l'eternitat.
En aquesta zona poblada majoritàriament per figures contemporànies, Camicione cita només l'exemple pràcticament didàctic de Mordred, el traïdor al rei Artús que en el cicle bretó és ferit de mort per Lancelot amb tanta fúria li va clavar l'espasa (o la llança) que en el text del “Lancelot del llac” es recorda com la ferida era prou profunda que la va travessar un raig de sol i que, per tant, també va foradar la seva ombra.
En canvi, l'anomenat Focaccia, és Vanni dels Cancellieri, de la bel·licosa família de Pistoia que va crear per primera vegada les faccions dels Güelfs blancs i negres. Vanni va matar un parent a traïció (segons alguns comentaristes un parent proper o familiar, però no hi ha cap arxiu amb documentació fiable). També Sassol Mascheroni, esmentat amb una irritació cínica per la forma en què el seu cap obstrueix la vista a Camicione, és un traïdor del qual no es tenen notícies històriques fonamentades.
Aviat descobrirem com, en aquesta zona els condemnats, no desitgen ser recordats, ans al contrari intentarien tenir ben amagat el fet de ser culpables de pecats tan infames. Veurem que Ugolino della Gherardesca explicarà la seva història només per denunciar la brutalitat del seu enemic l'arquebisbe Ruggieri; mentre que en aquest cas Camicione es nomena a ell mateix, només per evitar ser turmentat per més preguntes de Dante, en una irritació impacient: no deixa d'aprofitar l'ocasió per anomenar amb infàmia una altra persona, Carlino dels Pazzi (en realitat no era un parent, sinó que pertanyia a la família güelfa dels Pazzi de Florència), que quan mori anirà a ser castigat a una zona encara més baixa de l'Infern, entre els traïdors a la pàtria pel crim d'haver venut el castell de Pietravigne als güelfs negres, obtenint un salconduit per tornar a Florència a pesar de ser un güelf blanc; per això mateix, fins i tot la culpa de Camicione comparada amb la seva li semblarà menys greu, com si establís així una classificació maligna de la culpabilitat.

### L'Antenora: Bocca dels Abati - vv. 70-123
Dante segueix caminant sense comentar l'escena anterior i a continuació es troba envoltat de més de: "mil rostres de gos (cagnazzi) / morats de fred". En qualsevol cas, el record d'aquella visió dona fàstic encara al Dante escriptor (és a dir al personatge del narrador), i sempre ni donarà quan torni a pensar en aquells guals gelats; i mentre segueixen caminant cap al centre, cap al qual va tot el que és pesant (el centre de la terra), Dante tremola en el vent gelat i etern. Entre les diverses zones del cercle novè no hi ha barreres, solament una boira densa que a poc a poc deixa veure els llocs.

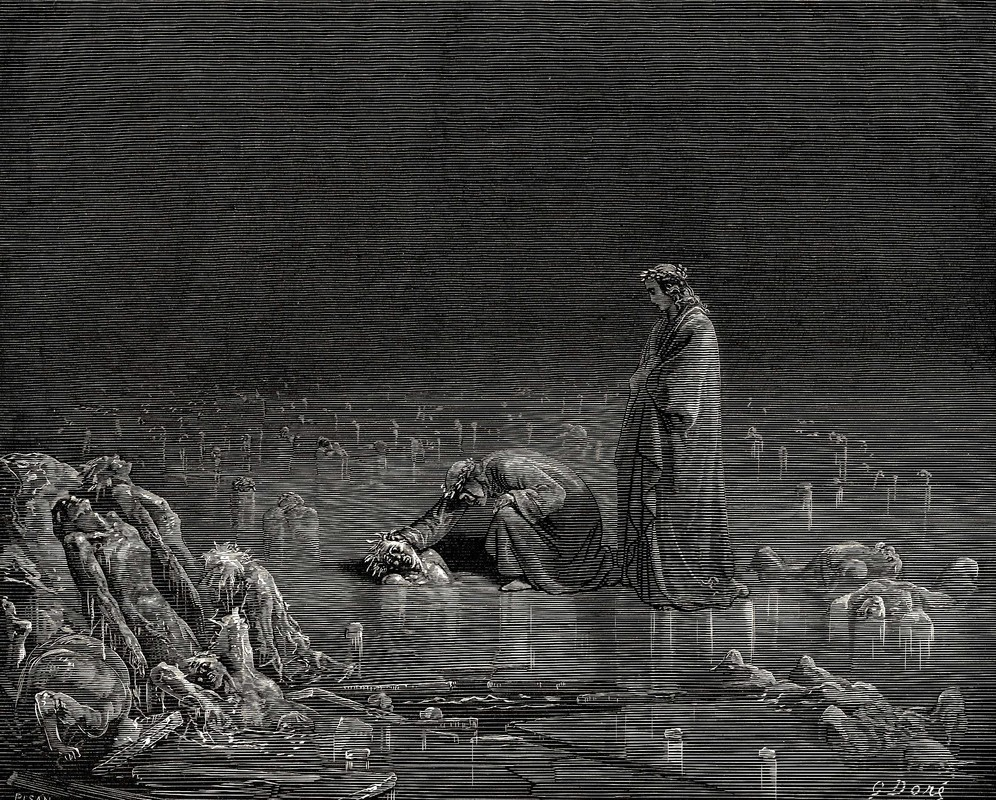
Ilustració de Gustave Doré per al cant XXXII de l'Infern de Dante.

En aquest tercet el poeta utilitza la rima en -ezzo i en -azzi, les pitjors combinacions de sons que havia assenyalat en De vulgari eloquentia, i que segons ell, s'havien d'evitar absolutament en la poesia d'estil elevat. És doncs aquest, un exemple de les rimes aspres i dures reclamades a l'inici del cant; unides aquestes a les nombroses rimes amb so aspre (ús de la u) i fortes com les rimes amb doble consonant (-accia, -etti, -olli, -inse, -ecchi, -onta ...), i la rima truncada en “u” (Artù, più, fu).
Mentre camina, en un moment determinat Dante colpeja fort un cap amb el peu, potser per la seva voluntat, potser pel destí (o per la Providència) o potser per un cas d'atzar: com si la seva persona en aquell cas hagués estat l'instrument del càstig diví. Aquella ànima el renya plorant, preguntant per què el  trepitja, i per què li fa mal, si no fos que ell hagi vingut per augmentar el càstig de Montaperti
Dante caça al vol la referència i demana a Virgili que l'esperi, perquè ha de resoldre un dubte important amb aquest condemnat i que, després reprendran la marxa amb tota la pressa que sigui necessària. Dante no ho diu, però el dubte en qüestió és respecte a la batalla de Montaperti (del 1260; Dante neix el 1265) i està relacionat amb la sospita d'una traïció a les files güelfes, fet sospitat per tothom, però mai comprovat amb certesa: algú de la cavalleria güelfa, durant un dur atac de les tropes alemanyes de Manfredi, havia tallat en rodó la mà del portaestendard Jacopo dels Pazzi, i així feu perdre el punt de referència per l'exèrcit florentí que tingué que dispersar-se en desordre.
Dante, llavors, té una forta sospita, tenint en compte el lloc on es troba, de poder donar finalment una solució al problema. Torna cap al condemnat que encara renegava, i inicia una disputa violenta amb ell (la tercera que té lloc a l'Infern després de la de Filippo Argenti, i la de Mestre Adam i Sinone) amb un ràpid intercanvi de rèpliques (paràfrasi vv. 87-102):
Dante: "Qui ets tu, que escridasses així els altres?"
Condemnat: "I tu qui ets, que vas per l'Antenora” respongué, “colpejant les galtes d'altri tan fort que si fos viu, seria massa” (vers amb un significat ambigu, potser es pot interpretar com: "si jo fos viu, no suportaria aquesta ofensa, ja m'hauria venjat")
Dante: "Jo sí que sóc viu i potser t'agrade” vaig contestar, “si és que demanes fama, que pose el teu nom en les meues notes”
Condemnat: "El que vull és el contrari. Aparta't doncs, i no em molestes més: poc m'afalagues, dins d'aquest fondal!”
Dante, agafant el condemnat pels cabells del clatell: “Més et val dir el teu nom, o ni un cabell t'ha de quedar al cap.”
Condemnat: “Encara que em peles tot, jo no et diré ni et mostraré qui sóc, encara que em caigues damunt mil voltes (caigues mil voltes amb tot el teu pes sobre meu)”

Llavors, Dante, enmig de la seva indignació aquest cop i de forma violenta li arrenca, els cabells (“li n'havia arrancat més d'un manyoc”), mentre el condemnat bordava (“lladrava”) com un gos, amb la cara girada cap avall.
Aleshores, un altre traïdor parla preguntant-li a Bocca que és el que el fa cridar tant i pronunciant el seu nom (paràfrasi vv.107-108): “«Bocca, què et passa?, que no fas prou música amb els queixals, que ara lladres?, o quin dimoni et furga?»”. Dante llavors té la confirmació de la seva sospita i deixa el traïdor aconsellant-li, que ara ja pot callar perquè el record de la seva vergonya serà donat a conèixer.
Bocca dels Abati,ja que aquest és el nom complet del condemnat, al contrari, no calla, en donar-se compte que ha estat traït per un traïdor com ell, s'apressa a nomenar-ne tants com pugui, de manera que també ells pateixin la vergonya del seu reprovable pecat de traïdoria (paràfrasi vv. 112-123):”«Ves-te'n ja»” respongué, «i conta el que vulgues»”; però si de veritat surts d'aquí, “parla també d'aquest que té una llengua tan lleugera”. Aquest és Buoso da Duera: “Ell plora ací els diners dels francesos i podràs dir: Jo vaig veure el de Duera allà on els pecadors estan ben frescos.”. “Si et preguntaven: I qui més hi havia?”, estàs al costat de Tesauro Beccaria “a qui Florència li talla la gola. Gianni dels Soldanieri crec que es troba més enllà, amb Ganeló i amb Tebaldello, el que va obrir Faenza quan dormien.”.

Bocca dels Abati així doncs, un cop descobert el seu secret s'afanya a avergonyir la major part possible dels seus companys, enumerant diversos traïdors a la pàtria (d'ells només Ganeló no és contemporani, ja que és el personatge de la Chanson de Roland què fent traïció, feu possible la massacre de Roncesvalls). Tots ells són castigats en l'Antenora, que pren el nom d'Antènor, personatge homèric (però Dante no ho sabia perquè no havia llegit l'Iliada) citat també per Servio com a traïdor a Troia. En cap altre lloc de l'infern no assistim a una manca de solidaritat entre condemnats tan total i sistemàtica com en aquest cercle dels traïdors.
Qui era doncs aquest Bocca dels Abati: històricament se sap que participà amb els güelfs florentins a la batalla de Montaperti (1260), al mateix temps que pactava secretament amb els gibelins, amb altres Abati i amb els Della Pressa. Al moment culminant de la batalla va empènyer el seu cavall prop de Iacopo dels Pazzi abanderat dels güelfs, i li va tallar la mà en rodó fent caure l'estendard a terra.
La cavalleria florentina, ja desanimada per com anava la batalla, va fugir, creient que la bandera estava perduda i va arrossegar tots els altres al darrere. La traïció fa merèixer a l'Abati el menyspreu de Dante (vv. 78-111), que el situa a l'Antenora entre els traïdors de la pàtria. El 1268 fou inclòs entre els gibelins del Sesto di Porta S. Pietro condemnat a confinament; en el 1280 és recordat entre els fiadors dels gibelins que van intervenir en la signatura de la pau promoguda pel cardenal Latino. Va ser un cavaller de l'Esperó d'Or (Spron d'Oro), com era apropiat a l'antiga noblesa de la seva família.

### El Comte Ugolino i l'arquebisbe Ruggieri – vv. 124-139
De nou, Dante marxa en silenci i més endavant, a la mateixa zona, veu dos traïdors units, el cap d'un dels quals fa com de barret al cap de l'altre: i com aquell que menja pa per la gana que té, així ell li mossegava a la nuca, no menys del que feu Tideu (rei de Tebes citat per Estaci) amb les temples de Melanip per ràbia.
Dante llavors li pregunta solemnement qui és i per què ho fa, adreçant-se a aquell que bestialment és menja l'altre, dient-li que si de fet fa aquesta revenja amb raó, Dante podrà, coneixent-lo a ell i el seu pecat, parlar d'ell a dalt, al món, compensant-lo, inclús si se li assecava la llengua ("si la llengua amb que parle, no s'asseca"). És per tant, una promesa.
Es tracta del comte Ugolino della Gherardesca i de l'arquebisbe Ruggieri, la història dels quals serà il·lustrada magistralment en el següent cant i que només s'introdueix aquí per la petició de Dante.

### El Contrapàs
El contrapàs dels traïdors és genèric i similar per totes les quatre zones del cercle amb alguna particularitat secundària entre zona i zona i en algun cas entre condemnat i condemnat. En primer lloc el gel que embolica els traïdors, es pot relacionar amb el fred i la duresa “del cor” necessaris, per aquell que porta a terme amb lucidesa una traïció, també en la fredor de la premeditació, en contraposició amb la calidesa de la caritat, com Dante la retratarà personificada al paradís terrenal, al cim del Purgatori. A més, aquests pecadors representen el màxim de degradació humana, sent el seu pecat el més greu de l'Infern i són degradats en la seva immobilitat a “pedres humanes” (si pensem en la ja greu degradació dels lladres transformats en serps o els suïcides en matolls després de tot criatures ben superiors a les pedres, inanimades).

## Recitats a la xarxa
- Paràfrasi i imatges animades
- Sermonti, Vittorio. Lectura i comentari
- Achille Millo